# Tropidophorus latiscutatus
Tropidophorus latiscutatus là một loài thằn lằn trong họ Scincidae. Loài này được Hikida, Orlov, Nabhitabhata & Ota mô tả khoa học đầu tiên năm 2002.